# Josue Jean Philippe Valeton der Ältere

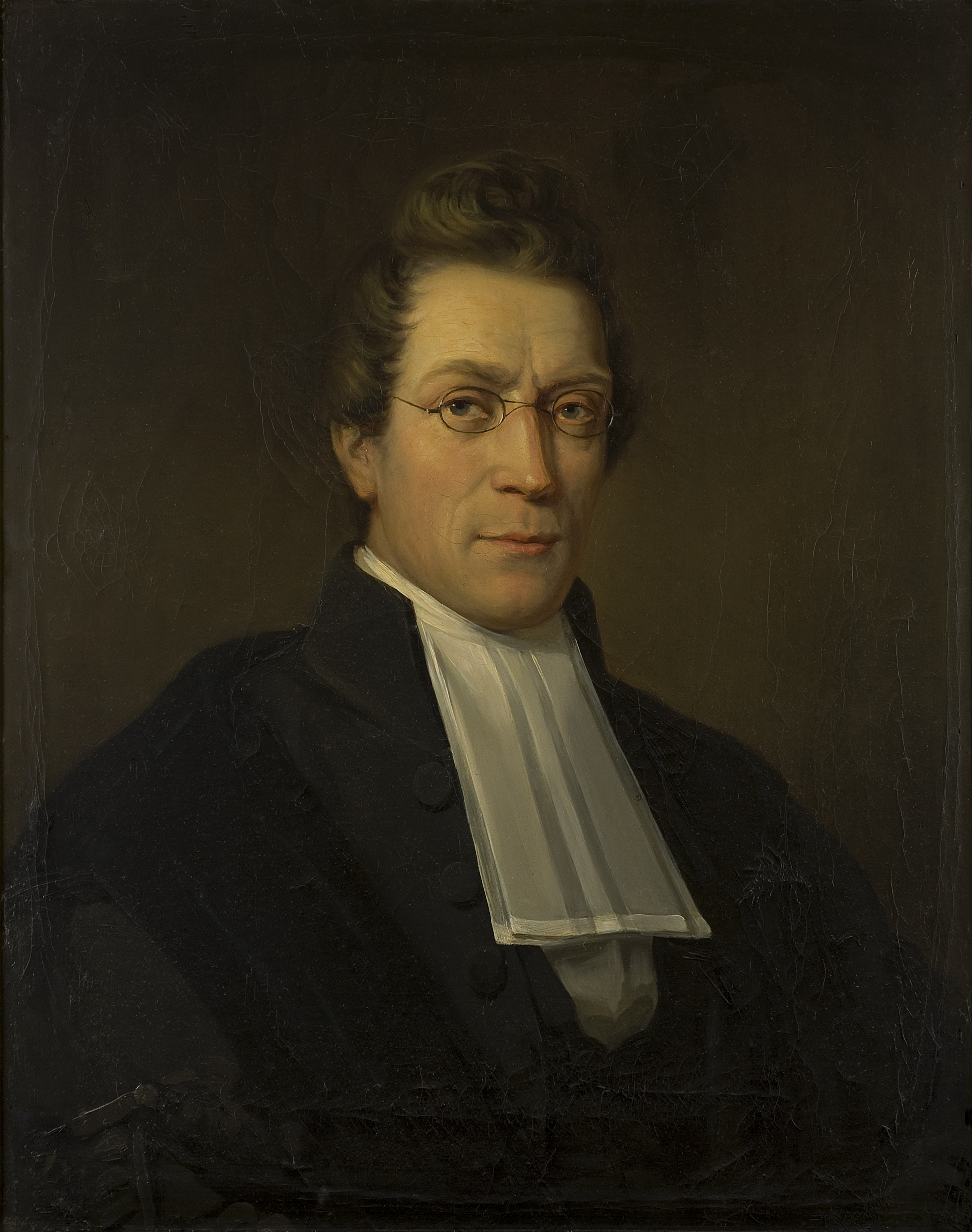
Josue Jean Philippe Valeton der Ältere

Josue Jean Philippe Valeton der Ältere (* 28. August 1814 in Den Haag; † 8. Februar 1906 in Utrecht) war ein niederländischer reformierter Theologe und Orientalist.

## Leben
Josue Jean Philippe war der Sohn des Referendars Jean Elie Valeton (* 22. März 1786 in Rotterdam; † 28. April 1825 in Den Haag) und dessen Frau Maria Catharina Hartz (* 25. September 1788 in Delft; † 7. März 1824 in Den Haag). Im Alter von elf Jahren wurde er Waise. Er besuchte das Internat in Voorschoten und der Lateinschule in Delft. Am 2. April 1832 immatrikulierte er sich an der Universität Leiden um ein Studium der Theologie zu absolvieren. 1839 bestand er sein Kandidatenexamen zur Pfarrzulassung vor der wallonischen Kommission und wurde am 20. April 1840 als Pfarrer der wallonischen Gemeinde in Middelburg berufen, welche er am 19. Juli 1840 übernahm. In Middelburg schrieb er ein Specimen litterarum orientalium und wurde am 30. Juni 1845 Professor für hebräische Sprache, Geschichte des Judentums und die Auslegung des alten Testaments an der philosophischen Fakultät der Reichsuniversität Groningen berufen. Diese Aufgabe übernahm er am 2. Oktober desselben Jahres mit der Einführungsrede De grammatices studio, litterarum Hebraearum cultibus summopere commendando.
Am 14. März 1846 erhielt er die Ehrendoktorwürde der Philosophie der Leidener Hochschule, er wurde Mitglied der Zeeländischen Gesellschaft der Wissenschaften in Middelburg und beteiligte sich an den organisatorischen Aufgaben der Groninger Hochschule. So war er 1858/59 Rektor der Alma Mater, welche Aufgabe er mit der Rede de antiqui populi Israëlitici peculiari virtute in Deo colendo conspicua niederlegte. Als Gegner des Alkohols wurde er Mitbegründer der niederländischen Abstinenzbewegung. Am 1. Oktober 1877 wurde er Professor an der Groninger theologischen Fakultät, für orientalische Sprachen. Nachdem er am 28. August 1884 sein siebzigstes Lebensjahr erreicht hatte, wurde er per königlichem Beschluss am 16. September 1884 emeritiert. Mit einer Rente von 4000 Gulden ausgestattet, verbrachte er ab 1885 in Amersfoort und ab 1902 in Utrecht seine letzten Lebensjahre.

## Familie
Valeton war zwei Mal verheiratet. Seine erste Ehe schloss er am 2. Juli 1840 in Leiden mit Jeanne Marie Josine Scheidius (* 25. April 1817 in Delft; 7. April 1844 in Middelburg)
Abraham Scheidius (* 19. September 1783 in Nijmegen; † 14. März 1824 in Den Haag) und dessen Frau Marianne Thérèse Valeton (get. 9. April  1787 in Rotterdam; † 7. April 1821 in Batavia). Seine zweite Ehe ging er am 2. März 1846 in Groningen mit Sara Maria Goeverneur (* 25. Januar 1816 in Beesterzwaag; † 8. Februar 1900 in Utrecht), die Tochter des  Mattheus Goeverneur (* 27. Juni 1782 in Delft; † 7. Februar 1862 in Groningen) und dessen Frau Cornelia Reinbrandina Graswinckel (* 4. August 1782 in Haarlem; † 22. Oktober 1858 in Groningen), ein. Aus der Ehe stammen Kinder. Von diesen kennt man:
- Marianne Therese Valeton (* 4. April 1841 in Middelburg; † 8. November 1870 in Groningen)
- Jean Elie Valeton I. (* 3. Juni 1842 in Middelburg; † 5. Oktober 1842 ebenda)
- Jean Elie Valeton II.  (* 29. März 1844 in Middelburg; † 16. April 1887 ebenda)
- Matthee Corneille Valeton (* 1. Mai 1847 in Groningen; † 2. Juli 1942 in Vierhouten), verh. I. am 31. August 1871 in Groningen mit Justine Rutgers (* 14. Januar 1841 in Feerwerd; † 28. Februar 1919 in Arnhem), verh. II am 10. Juli 1919 in Amsterdam mit Helena Geertruida Hollenbach (* 22. Mai 1879 in Arnhem; † 3. September 1942 in Vierhouten)
- Josue Jean Philippe Valeton der Jüngere (* 14. Oktober 1848 in Groningen; † 14. Januar 1912 in Utrecht) verh. 24. Oktober 1872 in Amersfoort mit Anna Christina Voorhoeve (* 26. Februar 1849 in Leerdam; † 8. Juni 1936 in De Bilt), Prof Utrecht
- Isaac Marinus Jouse Valeton (* 30. März 1850 in Groningen; † 31. März 1911 in Amsterdam) verh. 8. Januar 1881 in Haarlem mit Henrietta Suzanna Ortt (* 26. Januar 1857 in Kampen; † 25. November 1934 in Apeldoorn), Prof. Amsterdam
- Jean Jacques Antoine Valeton (* 21. Mai 1852 in Groningen; † 5. Dezember 1893 in Marseille) verh. 19. Juli 1880 in Groningen mit Johanna De Boeuff (* 16. Mai 1861 in Amsterdam; † 28. März 1943 in Hilversum)
- Theoderic Valeton (* 28. Juni 1855 in Groningen; † 11. September 1929 in Den Haag)
- Cornelie Reinbrandine Valeton (* 18. August 1857 in Groningen; † 4. Mai 1859 ebenda)
- Marie Hillegonde Valeton (* 22. September 1859 in Groningen; † 31. Dezember 1912 in Amersfoort)

## Mitgliedschaften
Josue Jean Philippe Valeton der Ältere war Mitglied der Deutschen Morgenländischen Gesellschaft.

## Werke (Auswahl)
- Specimen e litteris orientalibus, exhibens Ta alibii Syntagma dictorum brevium et aeutorum. Leiden 1844 (Online)
- Schets der Hebreeuwse spraakkunst. Groningen 1850
- Toespraak in de algemeene vergadering der Vereeniging: Geloof werkzaam in de Liefde, den 6den Julij 1854 te Groningen gehouden. Groningen 1854 (Online)
- De stichting der gemeente door Jezus van Nazareth. Groningen 1863 (Online)
- Het christelijk nationaal schoolonderwijs. Groningen 1864 (Online)
- Verbum Domini lucerna pedibus nostris. 1864
- De christelijke gemeente en de christelijke school. Groningen 1882